# Anonyme de Ravenne

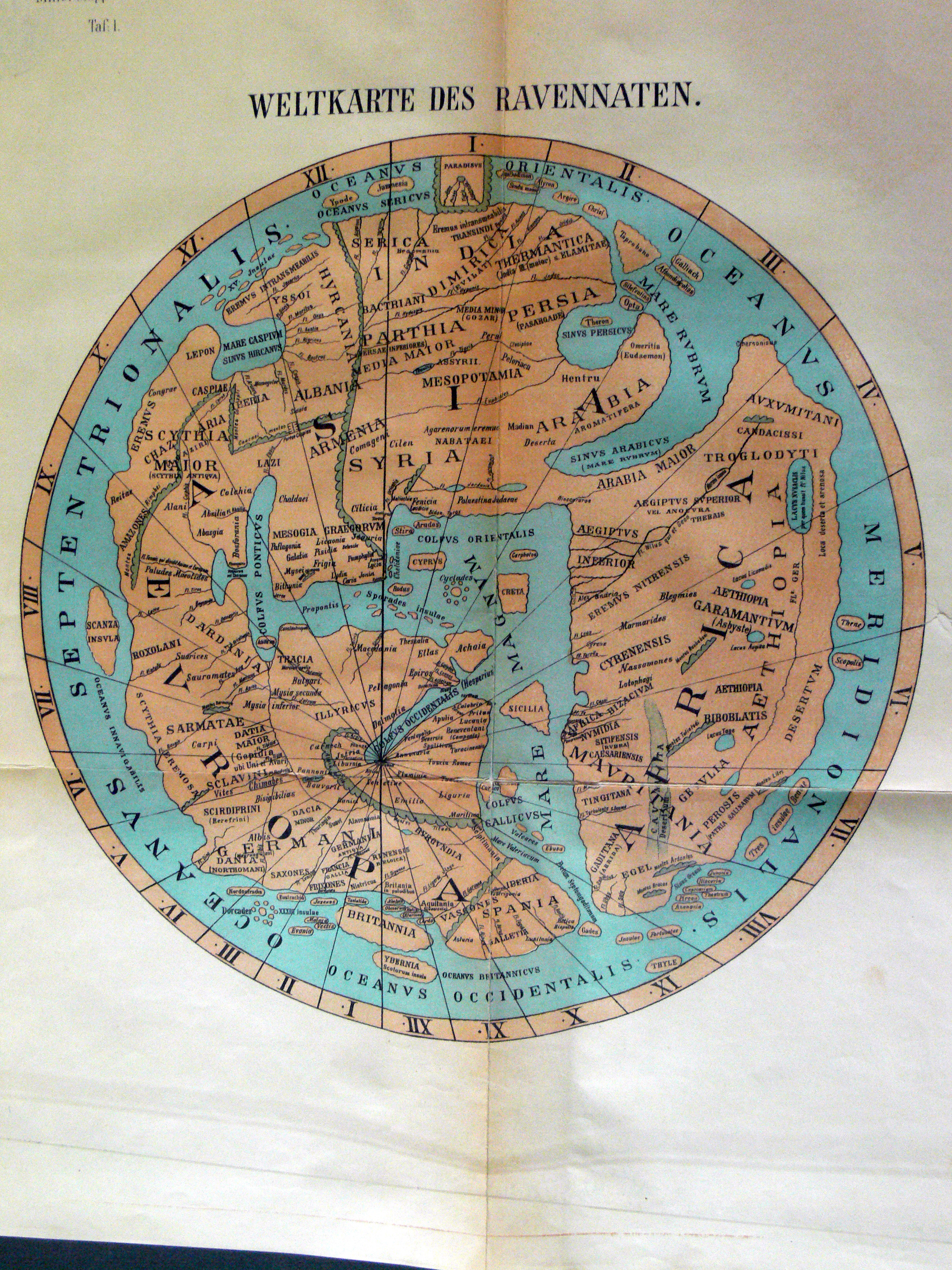
Carte basée sur la Cosmographie de Ravenne

Pour les articles homonymes, voir Ravenne (homonymie).
L'Anonyme de Ravenne est un géographe du VIIe siècle, auteur de la Cosmographie dite de Ravenne.

## Présentation
Le nom de cet auteur n'est pas parvenu jusqu'à nous. Il est possible d'affirmer que c'était un cosmographe, et qu'il s'agissait d'un clerc. On désigne donc sous le nom d'Anonyme de Ravenne l'auteur du traité de géographie dont le manuscrit fut trouvé à Ravenne. 

## Ouvrage
L'ouvrage, la cosmographie de Ravenne, est composé de cinq livres. Il a été publié pour la première fois à Paris par dom Porcheron sous le titre d'Anonymi Ravennatis de geographia libri V en 1688. Il a été réédité avec de grandes améliorations à Paris par A. Jacobs en 1858, et à Berlin par Parthey en 1860. L'édition critique la plus récente a été produite par Joseph Schnetz (de) en 1940.
Le texte conservé est difficile à déchiffrer car les trois copies connues sont séparées par trois ou quatre générations de la date à laquelle l'original fut écrit, entraînant de nombreuses erreurs d'orthographe, des coupures de mots, des omissions ou des erreurs de transcription (le texte semble avoir été dicté par endroits). Les variantes ne se limitent pas à la simple orthographe des noms propres, mais peuvent entraîner des différences significatives dans le corps du texte.